# 고르데이 콜레소브
고르데이 콜레소브(러시아어: Гордей Колесов 2008년 9월 18일 모스크바 ~ )는 2015년 중국중앙텔레비전 (6세5개월) 텔런트 쇼의 우승자, CCTV-1, 체스 대회의 우승자, 창작 경연 대회의 우승자이며 5개의언어 (러시아어,중국어,스페인어,영어,프랑스어)를 잘 하며 555개의 중국 숙어를 알고 있으며, 신동이다. 세계 체스 연맹(FIDE)의 위원장인 키르산 일륨지노프는 고르데이를 체스 세계의 작은 불상(신)이라고 했다.
고르데이는 밀라나, 아가타, 예세니야 등 3명의 여동생이 있다.

## 전기
고르데이는 모스크바에서 태어났다. 생후 2개월때 그의 부모는 그의 아버지 에브게니이 콜레소브가 15년이상 중국에서 일하며 상품 및 장비공급을 전문으로 하는 자회사 Optim Consult가 있는 광저우로 데리고 갔다.. 영문이름: Gordey Kolesov, 중국어이름: 叶伟国, 병음으로 된 이름: Yè WěiGuó — 중국어로 번역하면 «예 (E) 위대한 나라» 또는 «E 위대한 국가.
고르데이는 2014년 4월에 러시아 채널 1(Russia 1) «연출자가 되어보세요» («미국의 재밌는 홈비디오»의 러시아버전) 라는 알렉세이 리센코의 텔레비전쇼에 데뷔를 하였다
고르데이는 여동생 밀라나와 함께 한자에 대한 지식을 보여주고 중국 노래를 불러 «슬라보» («Slabo») 카테고리의 2번의 우승자가 되었다.

2014년 9월 고르데이는 중국 주 러시아 대사관 (베이징)에 위치하는 외국어(영어) 전공 중등학교 프로그램에 입학했다. 그와 동시에 체스에 대한 관심이 생겨났다.
2015년1월에 고르데이는 CCTV-1 중국중앙텔레비전의 장기자랑 쇼에 참여해서 우승자가 되었다. 중국 언론 매체는 고르데이와 그의 아버지가 중국유명 진행자인 마담 주당을 패러디 한 것을 매우 재미있어 했으며 그들은 중국 관용어의 내용을 설명해 달라고 해서 마담 주당을 당황하게 했다 고르데이는 그러한 성공을 달성한 외국인들 중 첫번째가 되었다. 2015년2월 Youtube에 « 에브게니 콜레소브 중국과함께» 란 러시아어 자막이 있는 동영상을 올려 1주동안 100만 이상 조회수를 받았다. 이 러시아 아이가 러*중 관계를 위하여 외교관보다 더 많은 것을 해 준 것 같다라는 댓글이 달렸다. 일부는 심지어 그가 미래의 뛰어난 외교관이라 보았다. 중국 언론 매체는 자신의 아들의 재능 개발에 관한 아버지의 위대한 역할에 대해 설명했다
장기 자랑 우승 후 콜레소브 고르데이는 광저우의 15백만 인구의 대도시에 위치하는 장군과 고위 관리들의 자녀들이 공부하는 특권을가 진 학교에 무료교육 초청을 받았다. 연간 학비는 보통 20 000 달러 이상이다.
고르데이의 부모님 또한 중국방송의 다양한 쇼에 수십번의 초대를 받았다.
2015년2월 고르데이는 러시아 중국 우정 및 청소년 교환 프로그램(2014년-2015년)의 일환으로 조직된 “중국-러시아 우정의다리”라는 그림대회에서 은(실버)메달을 받았다. 같은 달 2014 제1회 중국 서예 고체 팬 대회에서 관객( 상을 수상 했다. 이 대회에서는 고르데이가 자신의 서예 재능에 대해 이야기하는 비디오 영상이 상영되었다. 드미트리 메젠체프 상하이 협력기구 사무 총장은 고르데이(최연소 대회 참가자)의 재능을 높게 평가해서 고르데이에게 상을 주었으며 고르데이를 본보기로 삼자 말했다. «재능이 많은 러시아인 고르데이는 행사 중에 Su Shi(중국 순 시인)의 시를 낭송해서 관객들의 따뜻한 박수를 받았다.중국 주요 공식 보도기관인 “Xinhua”는 고르데이의 성공에 대해 보도했다.,.

2015년4월에 고르데이는 예브게니이 아버지와 함께 «말하자 (Pust Govoryat)» 특별 프로그램에 참여하기 위해 초대를 받았다. 그 때까지는 동영상 조회수가 400만 이상에 도달 했다.
2015년6월1일에 중국중앙텔레비전 CCTV-1의 탤런트 쇼 갈라 콘서트에서의 동영상이 인테넷에 공개되었다. 고르데이는 16세기의 고전중국소설 «서유기»의 주인공인 원숭이 왕 손오공의 나이를 계산하여 중국 관객들을 놀라게 했다. 유명한 중국tv호스트 리우 이베이는 러시아 소년의 독백을 듣고 소파에서 떨어졌다. 동영상이 업로드 된지3일 이내에 조회수가 50만명을 초과했다. 매체는 고르데이가 신동이라고 불렀다. 고르데이 아버지인 예브게니이 콜레소브는 NTV 채널과의 인터뷰에서 고르데이를 신동이라고 생각하지 않는다. 고르데이는 단지 사랑받고 규율적이고 공부를 즐기는 소년이라고 말 했다.고르데이의 동영상을 본 MGIMO대학교 미래 외교관 및 러시아 연방 국방부의 군인 번역 대학교 학생들은 소년의 언어 재능을 높이 평가했다..
연극 및 영화 배우와 러시아의 공훈 예술가인 미하일 예프레모브는 6월4일 «국가 뉴스 기관» Top-5 주요 뉴스에 고르데이에 대해 썼다: «6세의 고르데이 콜레소브 신동은 중국 중앙 텔레비전에서 방송하는 탤런트 쇼의 우승자가 되었다. 고르데이는 5개 언어를 잘 알고 체스 1등급을 얻어서 러시아 대표팀의 일원이 되었다. 고르데이는 우리 나라의 미래이며 국가 전체가 당신을 지켜보고 있다!»
고르데이의 동영상은 인터넷에서 매우 인기가 많다. 가장 인기가 많은 동영상은 다음과 같다: «중국 중앙 TV, CCTV-1의 6세의 고르데이 콜레소브», «고르데이 콜레소브가 중국 중앙 TV의 탤런트 쇼에서 우승자가 되었다», «심천 체스 대회에 1위를 차지 했다», «고르데이 콜레소브가 기타를 쳐 중국 노래를 부릅니다», «중국. 체스 훈련», «블라지미르. 마야코브스키. 중국에게 보내는 편지», «475 중국 숙어» 및 중국어로 번역된 세르게이 예세닌의 시 «친애하는 나의 러시아» 및 중국어와 러시아어로 번역된 마오 쩌둥의 시를 그와 그의 아버지가 낭송하는 동영상.
고르데이 콜레소브는 루빅스 큐브 고속풀이 최연소 마스터들 중 하나가 되었다.
2015년 봄 두개의 중앙채널은 고르데이와가족에 대한 다큐멘터리를 촬영 했다.

## 체스에 대한 열정
고르데이는 2014년 여름부터 체스를 공부하기 시작했으며 2014년11월에 광저우 체스 대회에 참가해서 은(실버) 메달을 받았다.
2015년1월부터 고르데이는 체스를 가르쳐주기 위해 광저우에 이사온 안드레이 오보드추카의 지도하에 체스를 정기적으로 공부하기 시작했다. 2014년11월부터 2015년4월까지 고르데이는 여러 체스 대회에 참여했다. 2015년4월에 고르데이는 심천에 체스 전문 대회의 우승자가 되었으며 체스 1 등급 시험을 통과했다
고르데이는 중국의 그랜드 마스터Ye iangchuan과 세차례 여성 챔피언(2010,2011,2013) 그리고 젊은 여성 그랜드 마스터 Hou Yifan등 세계 여러 챔피언의 코치로부터 그들의 챔피언컵을 받았다.
2015년 5월5일부터 2015년5월15일까지 태국 파타야에 개최된 세계 학생소년 선수권 대회에서 상위10위중 자신의 연령대의 러시아 젊은 선수중 가장 좋은 결과를 달성했다.